# Harry Graf
Harry Graf (* 4. Januar vor 1932, wahrscheinlich sogar schon vor 1929, in Oberbayern) ist ein deutscher Schlagersänger, der in der zweiten Hälfte der 1950er-Jahre fast 100 Lieder aufnahm.

## Leben
1960 gab Harry Graf gegenüber dem „Schlager-Tablett“, einer Rubrik in der Bild am Sonntag, an, am 4. Januar 1932 geboren worden zu sein. Damit machte er sich wohl – wie bei Prominenten nicht unüblich – jünger, als er tatsächlich war, denn die weiteren bekannten Lebensereignisse passen nicht zu diesem Alter.
Das musikbegeisterte Kind stieß zunächst beim Vater, dem Inhaber eines Münchener Baugeschäfts, mit seinen Wünschen, Instrumente zu lernen, nicht auf Gegenliebe. Der Vater, dessen Frau eine Operettensängerin gewesen und die bei der Geburt der Tochter (Harry war damals zwei Jahre alt) gestorben war, ließ ihn zunächst nur im Kirchenchor singen. Dem Drängen des Sohnes gab er nach einiger Zeit dennoch nach, sodass Harry Violine, Gitarre und Bass spielen lernte.
Wegen einer schweren Kriegsverletzung wurde der musikalisch vorzüglich Ausgebildete als Sänger zur Truppenunterhaltung herangezogen. Er geriet in amerikanische Kriegsgefangenschaft. Nach der Entlassung tauschte er seine wertvolle Uhr gegen eine Gitarre ein und visierte eine musikalische Karriere an. Am Anfang stand die Gründung eines eigenen Quartetts. Nachdem er in München 1948 einen Gesangswettbewerb gewonnen hatte, gab er dieses jedoch auf, weil ihm ein Engagement beim Tanzorchester Heinz Jochner als Preis zustand. Danach machte er sich wieder selbstständig und stand einer Sechs-Mann-Kapelle vor. Mit diesem Sextett tingelte er ununterbrochen durch Oberbayern und hatte viele Auftritte in amerikanischen Freizeiteinrichtungen, zum Beispiel im Offiziersklub im Münchener Haus der Kunst. Dies machte ihn bei den GIs bekannt, wodurch er oft beim Besatzungssender AFN gespielt wurde.
Der Sänger mit der dunklen Baritonstimme wurde von der auf leichte Muse festgelegten Plattenfirma Tempo verpflichtet, wo er bis in die 1960er-Jahre hinein beinahe 100 Schlager einsang. Mit Banjo Bill, aufgenommen mit dem Tanzorchester Ernst Jäger, gelang ihm 1956 eine Chartnotierung auf Platz 12. Auf der B-Seite der Single begleitet ihn Josef Niessen mit seinem Nürnberger Tanzorchester. 1957 versuchte Graf mit dem Belafonte-Welthit The Banana Boat Song, aufgenommen mit Chor und Lutz Dietmar mit seinem Orchester, an seinen Achtungserfolg anzuknüpfen, er konnte jedoch keinen weiteren Charteinstieg verbuchen, auch nicht mit dem schon in zweifacher Interpretation kursierenden, aus dem Amerikanischen adaptierten Sieben Berge, sieben Täler, hier im Duett mit Maureen René. Inhaltlich rankten sich seine Schlager oft um die Karibik, Süd- und Mittelamerika: Auf Cuba sind die Mädchen braun, The Banana Boat Song, Unter Palmen am blauen Meer, Costarica, Gin und Rum, La Guitarra Brasiliana, El Paso.
Als seine Hobbys gab er 1960 an: Tennis, Fußball und Goldfischzucht.